# Walther Sallaberger
Walther Sallaberger (* 3. April 1963 in Innsbruck) ist ein österreichischer Altorientalist.

## Leben
Walther Sallaberger studierte von 1982 bis 1988 Sprachen und Kulturen des Alten Orients sowie Klassische Archäologie an der Universität Innsbruck. Dabei erlernte er neben den gängigen Sprachen der Fachrichtungen auch Hethitisch, Altpersisch, Türkisch und Hebräisch. Von 1982 bis 1989 nahm er im Rahmen seiner Ausbildung an prähistorischen Grabungen in Österreich teil, in Eski Mossul und Borsippa im Irak, in Velia in Italien sowie in  Pergamon in der Türkei. Im Juli 1988 legte er bei Karl Oberhuber die Magisterprüfung ab. Es folgte bis 1989 ein Erweiterungsstudium an der Universität München, wo er 1989 sein Promotionsstudium aufnahm. Dieses schloss Sallaberger drei Jahre später bei Claus Wilcke mit der Arbeit Der kultische Kalender der Ur-III-Zeit ab. Die Dissertation wurde 1993 mit dem Dissertations-Förderpreis an der Universität München ausgezeichnet. Von Januar 1991 bis April 1993 war er Wissenschaftlicher Assistent an der Münchener Universität bei Dietz-Otto Edzard. Nach einer kurzen Zeit als Postdoktoranden-Stipendiat wurde Sallaberger zum Oktober 1993 Assistent, zum September 1998 Oberassistent bei Claus Wilcke am Altorientalischen Institut der Universität Leipzig. Im Juni 1998 habilitierte er sich in Leipzig mit einer Habilitationsschrift zum Thema Interaktion und Textgestaltung in altbabylonischen Alltagsbriefen. 
Seit September 1999 lehrt Sallaberger als Professor für Assyriologie an der Universität München. Von 2005 bis 2007 war er Direktor des Departments für Kulturwissenschaften und Altertumskunde der Universität München, von 2007 bis 2009 Dekan der Fakultät für Kulturwissenschaften. 
Gastdozenturen führten ihn an die Universität Bern (1992/93), die Universität Venedig (2001), die Universität Oxford (2002), an die Venice International University (2004) sowie an die Universität Verona (2007). 2012 wählte ihn die Bayerische Akademie der Wissenschaften zu ihrem ordentlichen Mitglied.
Sallaberger forscht vorrangig zur akkadischen und sumerischen Philologie sowie der Geschichte des Alten Orients. Seine Forschungsschwerpunkte liegen dabei auf der Allgemeinen Geschichte, der Religion, der Geistes- und Literaturgeschichte des Alten Orients, der Chronologie, der Sozialgeschichte und der Urkundenlehre insbesondere des dritten Jahrtausends v. Chr., der Textlinguistik, des Alltagslebens, der Realienkunde und des Lexikons des Sumerischen. Seit 1994 ist er als Philologe an den Grabungen in Tell Beydar unter der Leitung von Antoine Suleiman und Marc Lebeau in Syrien beteiligt, 2004 bei der Grabung in Tall Bazi in Syrien. Von 2002 bis 2009 forschte er in einem Projekt der Deutschen Forschungsgemeinschaft (DFG) zur Sozialstruktur Tell Beydar, 2003 bis 2010 im DFG-Projekt Sumerisches Glossar. Von 2003 bis 2007 war er der Initiator und Sprecher des DFG-Graduiertenkollegs 1144 Formen von Prestige in Kulturen des Altertums an der Universität München, von 2004 bis 2011 war Sallaberger Koordinator der History and Epigraphy Group im internationalen ARCANE Projekt für die Chronologie des dritten Jahrtausends. Seit 2004 ist er  Mitglied der Kommission für Keilschriftkunde und Vorderasiatische Archäologie der Bayerischen Akademie der Wissenschaften, ebenfalls seit 2004 ist er Koordinator am bis 2015 terminierten Hethitischen Wörterbuch, seit 2006 ist er auch Mitherausgeber. Sallaberger hat bislang mehr als ein Dutzend Monografien verfasst oder herausgegeben. Seit 2001 ist er Hauptherausgeber der Zeitschrift für Assyriologie und Vorderasiatische Archäologie.

## Schriften
- Der kultische Kalender der Ur-III-Zeit. de Gruyter, Berlin/New York 1992, ISBN 3-11-013932-4 (Untersuchungen zur Assyriologie und vorderasiatischen Archäologie, Band 7)
- „Wenn Du mein Bruder bist, ...“. Interaktion und Textgestaltung in altbabylonischen Alltagsbriefen. Styx, Groningen 1999, ISBN 90-5693-029-X (Cuneiform monographs, Band 16)
- Die sumerische Sprache (= Sumerisch. Eine Einführung in Sprache, Schrift und Texte, Bd. 1). PeWe-Verlag, Gladbeck 2023, ISBN 978-3-935012-56-0.
- Das Gilgamesch-Epos. Mythos, Werk und Tradition. 3. Aufl. Beck, München 2024, ISBN 978-3-406-81016-9 (Beck'sche Reihe)